# NGC 1683
NGC 1683 è una galassia a spirale vista di taglio e situata nella costellazione di Orione, a una distanza di circa 188 milioni di anni luce dalla nostra Via Lattea.

## Scoperta
La galassia è stata scoperta nel gennaio 1850 dall'astronomo irlandese George Johnstone Stoney.

## Descrizione

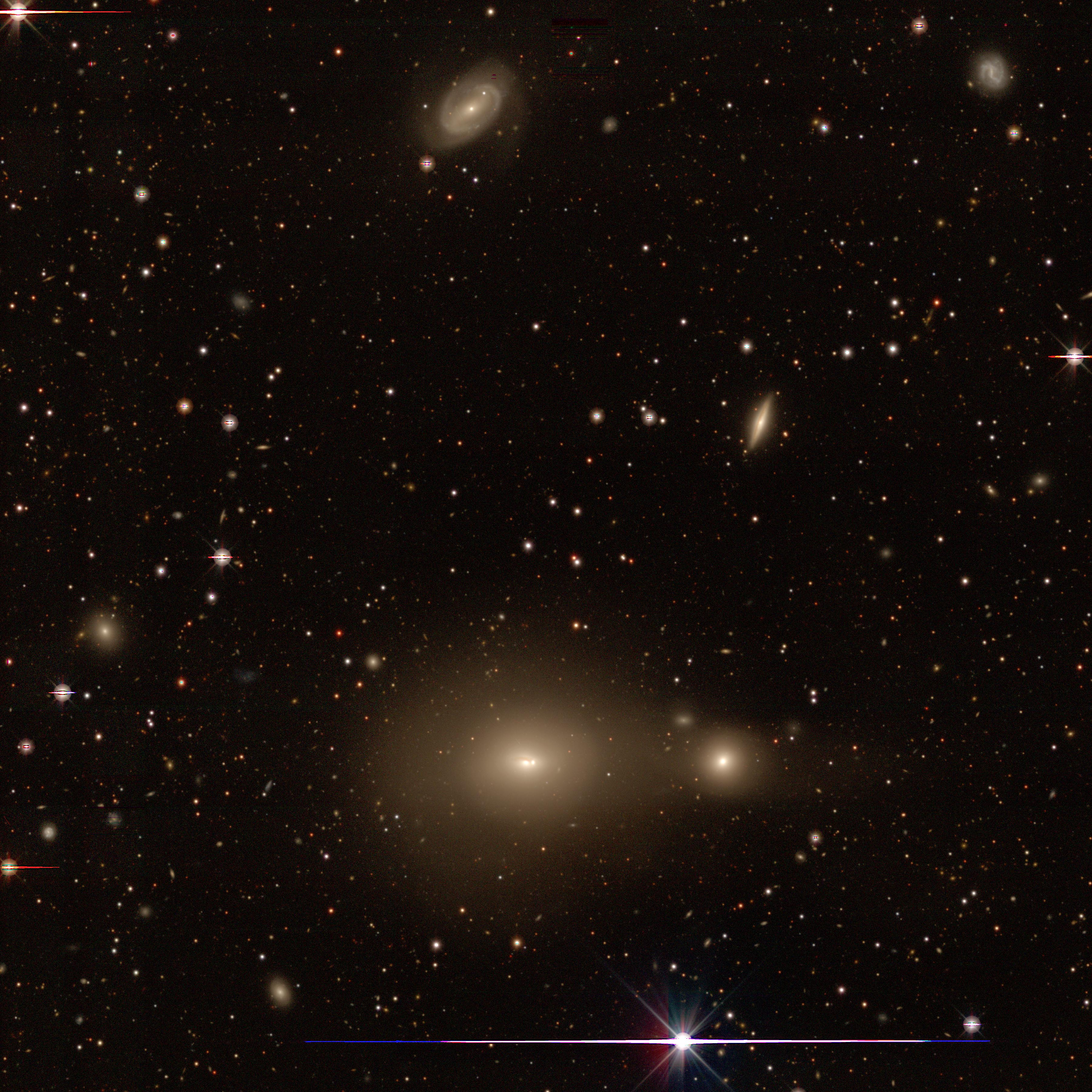
In questa immagine DESI Legacy Imaging Surveys, NGC 1683 è la piccola galassia a spirale situata in mezzo; le altre galassie sono NGC 1684 (in basso al centro), NGC 1682 (in basso a dx) e NGC 1685 (in alto).

Nello stesso campo di cielo di NGC 1683 sono presenti anche le galassie NGC 1682, NGC 1684 e NGC 1685.